# Rodrigo Jara
Rodrigo Horacio Jara Santana (* 9. April 1985 in San Vicente de Tagua Tagua) ist ein ehemaliger chilenischer Fußballspieler. Der Außenverteidiger gewann eine chilenische Meisterschaft.

## Karriere
Rodrigo Jara begann seine Karriere 2005 bei Universidad de Chile und wurde in seiner Zeit bis 2011 mehrfach verliehen. In der Apertura 2009 war er Teil der Meistermannschaft. Ende 2011 lief sein Vertrag beim frischgebackenen Copa-Sudamericana-Sieger aus und er wechselte ablösefrei zum Zweitligisten Naval. Bis zu seinem Karriereende 2019 blieb er in der Primera B, in der er für Santiago Morning, Deportes Concepción, Deportes Puerto Montt und Deportes Copiapó auflief.

## Erfolge
Universidad de Chile
- Chilenischer Meister: 2009-A